# ماريون (كارولاينا الجنوبية)
ماريون (بالإنجليزية: Marion, South Carolina)‏ هي مدينة تقع في الولايات المتحدة في Marion County.  يقدر عدد سكانها بـ 7,042 نسمة ومساحتها 11.2 كم2  وترتفع عن سطح البحر 22 متر.

## التركيبة السكانية
حدّد مكتب تعداد الولايات المتحدة بيانات التركيبة السكانية لماريون في تعداد الولايات المتحدة. في ما يلي، التركيبة السكانية حسب تعدادي 2000 و2010.

### تعداد عام 2000
بلغ عدد سكان ماريون 7,042 نسمة بحسب تعداد عام 2000، وبلغ عدد الأسر 2,765 أسرة وعدد العائلات 1,913 عائلة مقيمة في المدينة. في حين سجلت الكثافة السكانية 607.6 نسمة لكل كيلومتر مربع (1,573.7/ميل2). وبلغ عدد الوحدات السكنية 3,081 وحدة بمتوسط كثافة قدره 265.8 لكل كيلومتر مربع (688.4/ميل2).
وتوزع التركيب العرقي للمدينة بنسبة 32.14% من البيض و66.22% من الأمريكيين الأفارقة و0.14% من الأمريكيين الأصليين و0.40% من الأمريكيين ذوي الأصول الآسيوية و0.40% من الأعراق الأخرى و0.71% من عرقين مختلطين أو أكثر و1.02% من الهسبانيون أو اللاتينيون من أي عرق.
بلغ عدد الأسر 2,765 أسرة كانت نسبة 38.6% منها لديها أطفال تحت سن الثامنة عشر تعيش معهم، وبلغت نسبة الأزواج القاطنين مع بعضهم البعض 34.9% من أصل المجموع الكلي للأسر، ونسبة 30% من الأسر كان لديها معيلات من الإناث دون وجود شريك،  بينما كانت نسبة 4.2% من الأسر لديها معيلون من الذكور دون وجود شريكة وكانت نسبة 30.8% من غير العائلات. تألفت نسبة 28% من أصل جميع الأسر من عدة أفراد يعيشون في نفس المنزل ونسبة 12.7% كانت تتألف من شخص يعيش بمفرده يبلغ من العمر 65 عاماً أو أكثر. وبلغ متوسط حجم الأسرة المعيشية 2.54، أما متوسط حجم العائلات فبلغ 3.11.
بلغ العمر الوسطي للسكان 34.8 عاماً. وكانت نسبة 29.2% من القاطنين تحت سن الثامنة عشر، وكانت نسبة 9.4% بين الثامنة عشر والرابعة والعشرين عاماً، ونسبة 24.8% كانت واقعةً في الفئة العمرية ما بين الخامسة والعشرين والرابعة والأربعين عاماً، ونسبة 21.4% كانت ما بين الخامسة والأربعين والرابعة والستين، ونسبة 14.8% كانت ضمن فئة الخامسة والستين عاماً فما فوق. يوجد لكل 100 أنثى 76.5 ذكر، ويوجد لكل 100 أنثى في الثامنة عشر من عمرها فما فوق 69.3 ذكر.
بلغ متوسط دخل الأسرة في المدينة 24,265 دولارًا، أما متوسط دخل العائلة فبلغ 31,844 دولارًا. وكان متوسط دخل الذكور 26,917 دولارًا مقابل 21,667 دولارًا للإناث. وسجل دخل الفرد الخاص بالمدينة 16,551 دولارًا. وكانت نسبة 23.1% من العائلات ونسبة 27.4% من السكان تحت خط الفقر، وكان من هؤلاء نسبة 39% تحت سن الثامنة عشر ونسبة 24% في الخامسة والستين من العمر وما فوق.

### تعداد عام 2010
بلغ عدد سكان ماريون 6,939 نسمة بحسب تعداد عام 2010، وبلغ عدد الأسر 2,788 أسرة وعدد العائلات 1,858 عائلة مقيمة في المدينة. في حين سجلت الكثافة السكانية 598.7 نسمة لكل كيلومتر مربع (1,550.6/ميل2). وبلغ عدد الوحدات السكنية 3,099 وحدة بمتوسط كثافة قدره 267.4 لكل كيلومتر مربع (692.6/ميل2).
وتوزع التركيب العرقي للمدينة بنسبة 27.81% من البيض و69.23% من الأمريكيين الأفارقة و0.16% من الأمريكيين الأصليين و1.05% من الأمريكيين ذوي الأصول الآسيوية و0.32% من الأعراق الأخرى و1.43% من عرقين مختلطين أو أكثر و1.25% من الهسبانيون أو اللاتينيون من أي عرق.
بلغ عدد الأسر 2,788 أسرة كانت نسبة 35.1% منها لديها أطفال تحت سن الثامنة عشر تعيش معهم، وبلغت نسبة الأزواج القاطنين مع بعضهم البعض 30.6% من أصل المجموع الكلي للأسر، ونسبة 32.2% من الأسر كان لديها معيلات من الإناث دون وجود شريك،  بينما كانت نسبة 3.9% من الأسر لديها معيلون من الذكور دون وجود شريكة وكانت نسبة 33.4% من غير العائلات. تألفت نسبة 30.5% من أصل جميع الأسر من عدة أفراد يعيشون في نفس المنزل ونسبة 11.9% كانت تتألف من شخص يعيش بمفرده يبلغ من العمر 65 عاماً أو أكثر. وبلغ متوسط حجم الأسرة المعيشية 2.48، أما متوسط حجم العائلات فبلغ 3.09.
بلغ العمر الوسطي للسكان 35.3 عاماً. وكانت نسبة 27.6% من القاطنين تحت سن الثامنة عشر، وكانت نسبة 9.1% بين الثامنة عشر والرابعة والعشرين عاماً، ونسبة 23.3% كانت واقعةً في الفئة العمرية ما بين الخامسة والعشرين والرابعة والأربعين عاماً، ونسبة 25.4% كانت ما بين الخامسة والأربعين والرابعة والستين، ونسبة 14.6% كانت ضمن فئة الخامسة والستين عاماً فما فوق. وتوزع التركيب الجنسي للسكان بنسبة 43.9% ذكور و56.1% إناث.

## أعلام
- ليفيرن تارت
- وليام هاسلدن اليرب
- غوين بريستو
- جاكي إي. هايز
- لويس كوبر